# AK-9
El AK-9 es un proyecto de fusil de asalto ruso totalmente automático calibrado para el cartucho subsónico 9 x 39. Es uno de los últimos modelos de la familia familia AK-100, de la popular serie de fusiles Kalashnikov.
En 2006, las autoridades rusas querían que la fábrica Izhmash diseñara un fusil con características Kalashnikov, pero adecuado para ser utilizado en operaciones especiales. El director de la fábrica, Vladimir Grodetsky declaró que el fusil era para las fuerzas especiales de operaciones antiterroristas. Alexei Dragunov, uno de los diseñadores del AK-9, dijo: "Dispara casi sin hacer ruido y puede atravesar un chaleco antibalas". El AK-9 además es más ligero que los anteriores modelos de fusiles Kalashnikov.
El AK-9 se basa en la llamada "serie cien" de los fusiles de asalto Kalashnikov, principalmente en el AK-104, pero con ciertas mejoras. Cuenta con el mismo sistema de recarga accionada por gas, cerrojo rotativo y controles "estilo Kalashnikov", incluye también la manija del cerrojo recíproca, palanca del seguro/selector y culata plegable de polímero. Las partes de polímero están mejoradas con la adición de rieles Picatinny en la parte inferior del guardamanos, y el lado izquierdo del cajón de mecanismos está equipado con el riel estándar ruso para miras telescópicas. El cañón se puede equipar con un silenciador de cambio rápido especialmente diseñado para esta arma, que es muy eficaz con munición subsónica 9 x 39. El cargador está hecho de polímero negro, tiene capacidad para 20 cartuchos y parece ser de diseño específico, no siendo compatible con otras armas que usan la misma munición en servicio con las Fuerzas Armadas y policiales rusas.
El AK-9 parece ser un competidor para el AS Val y el 9A-91, que ya se han visto en servicio con las Fuerzas Armadas y la policía de Rusia. En la década de 1990, CKIB SOO desarrolló una variante sin silenciador del AKS-74U que usaba cartuchos 9 x 39, el OC-12. La producción en serie del OC-12 nunca se inició.